# Hand in Glove
"Hand in Glove" är en låt av The Smiths från 1983. Låten är bandets första singel, och återfinns även på deras självbetitlade debutalbum.

## Singelutgåva
"Hand in Glove" kom ut i maj 1983, men gick inte upp på den brittiska försäljningslistan förrän efter andrasingeln This Charming Man, och nådde som högst 124:e plats. På den brittiska sjutumssingeln finns texten KISS MY SHADES inristat på vinylen på A-sidan och KISS MY SHADES TOO på B-sidan. A-sidans text är med Morrisseys handstil och B-sidans text med Johnny Marrs.

### Låtlista
- "Hand in Glove"
- "Handsome Devil" (live Manchester Hacienda 4/2/83)

### Omslag
Fotografiet på omslagets framsida föreställer en naken man vid namn George O'Mara och är taget av Lou Thomas. Det som ser ut att vara ett födelsemärke är i själva verket en fläck som tillkommit senare och återfinns inte på originalfotot.

## Version med Sandie Shaw
Bara ett år senare gjorde bandet en återinspelning av "Hand in Glove" och flera andra Smiths-låtar tillsammans med Morrisseys tonårsidol Sandie Shaw. Detta innebar ett rejält uppsving för Shaws dalande karriär. Singeln gavs ut den 13 april 1984, och tolvtumssingeln veckan efter. Inristningarna på denna sjutumssingel lyder KISS MY SHADES respektive J.M (Johnny Marr). Den högsta placeringen på brittiska försäljningslistan var plats 27.
Morrissey har sagt om inspelningen: "It was so great for me personally that I don't actually remember it happening" (det var så stort för mig personligen att jag faktiskt inte minns att det hände). 

### Låtlista
- "Hand in Glove"
- "I Don't Owe You Anything"
- "Jeane" (bara på 12")

### Omslag
På framsidan ser man en bild av Rita Tushingham från filmen A Taste Of Honey från 1961.